# الجين الأناني
الجين الأناني The Selfish Gene كتاب عن التطور من تأليف العالم الشهير ريتشارد دوكينز عام 1976، يعتمد هذا الكتاب بشكل كبير على الأفكار الواردة في كتاب النظريَّة الرئيسيَّة للتكيُّف والاصطفاء الطبيعي لجورج ويليامز الصادر عام 1966، استخدم دوكينز مصطلح الجين الأناني كطريقة للتعبير عن وجهة النظر التي تركِّز على التطور على المستوى الجيني مقابل وجهات النظر التي تركِّز على الكائن الحي والجماعة ككل، وهي الأفكار التي نالت شعبيةً كبيرة في الستينيَّات على يد ويليام هاملتون وغيره، يعني ذلك من وجهة نظر جينيَّة أنَّ الأفراد المترابطة جينيَّاً تميل للتعامل بشكل أناني أو فردي مع بعضها البعض.
استحدث هذا الكتاب مصطلح الميم meme كوحدة للتطور الثقافي البشري مماثل للجين بمعنى آخر وحدة المعلومات الثقافية التي يمكن نقلها من عقل لآخر بطريقة مشابهة لانتقال الجينات من فرد لآخر خلال عملية التكاثر، ممَّا يقترح أنَّ هذا التكرار الأناني هو ما يميز التطور الثقافي البشري البشري، أصبح علم الميمات أو علم التطور الثقافي Memetics موضوعاً للعديد من الدراسات والأبحاث منذ نشر هذا الكتاب.
في مقدمة الطبعة الثلاثين للكتاب قال دوكينز إنَّه يرى بوضوح أنَّ عنوان الكتاب قد لا يعطِ انطباعاً كافياً عن محتواه، وتمنَّى لو أنَّه أخذ بنصيحة توم ماشلر وسمَّاه الجين الخالد Immortal Gene.
في عام 2017 حصل كتاب الجيني الأناني على المرتبة الأولى في استطلاع الرأي الذي أجرته الجمعيَّة الملكيَّة لأكثر كتاب علمي تأثيراً في التاريخ.

## خلفية
يعتمد دوكينز على كتاب جورج ويليامز النظريَّة الرئيسيَّة للتكيف والاصطفاء الطبيعي، للقول إنَّ الإيثار لا يحدث لتحقيق منفعة الجماعة في حدِّ ذاتها، وإنَّما للاختيار الذي يحدث على المستوى الجيني، وإنَّ الاختيار الذي يحصل على المستوى الجماعي نادر جداً، هذه النظريَّة طُوِّرت بشكل أساسي على يد ويليام دونالد هاملتون وآخرين في الستينات.

## الكتاب

### المحتويات
يناقش دوكينز في البداية مفهوم الإيثار، ويفسِّره من خلال الأنانيَّة الجينيَّة ويعارض الاعتماد على اختيار ومنفعة الجماعة كتفسير، ويعتبر دوكينز أنَّ الحياة قد بدات مع الجزيئات القادرة على استنساخ نفسها، وهنا يشير إلى دور الحمض النووي في التطور ويقسِّمه إلى صبغيَّات وجينات والتي يعتقد أنَّها تتصرف بطريقة أنانيَّة.
يصف دوكينز الكائنات الحية بأنَّها أجهزة هادفة ولكنَّها بسيطة في الأساس، وهي تستخدم ردود فعل سلبيَّة لتحقيق السيطرة، وأنَّ هذا يمتدُّ أيضاً ليشمل قدرة الدماغ على محاكاة العالم بوعي ذاتي، كلُّ ذلك يسمح لنا بالتفكير في معنى الأنانيَّة الجينيَّة والتي قد تؤدي كما قال هاملتون إلى «اصطفاء الأقارب»، إنَّ جينات السلوك التي تحسِّن من فرص البقاء للأقارب يمكن أن تستقر وتنتشر في الجماعة لأنَّ هؤلاء الأقارب يحملون نفس الجينات.
يتفحَّص دوكينز الإنجاب وتربية الأطفال كاستراتيجيات تطورية بشريَّة، وينتقد فكرة اختيار الجماعة لمنفعة النوع، بدلاً من ذلك يعتقد أنَّ كلا الوالدين يتصرَّف بأنانية، والسؤال الذي يطرحه هو إذا ما كان على الآباء أن يستثمروا في نسلهم على قدم المساواة أو أن يفضلوا بعض الأبناء، ويجيب بأنَّ الأفضل لبقاء جينات الآباء واستمرارها ليس بالضرورة هو الأفضل للأبناء.
في نفس السياق يرى دوكينز أنَّ النسبة المثلى بين الجنسين «ذكور وإناث» هي 50:50، مع أنَّ الحصول على ذكر يمكن أن يحقِّق من الناحية العدديَّة عائداً كبيراً من النسل.
في الفصل الأخير من الطبعة الأولى يُقدِّم دوكينز مصطلح الميم كوحدة للتطور الثقافي البشري، وقياساً على انتقال الجينات يصف دوكينز الإله بأنَّه فكرة قديمة تجدَّدت عدة مرات على مرِّ الزمن، وما يميز هذه الفكرة الجاذبيَّة النفسيَّة التي ساهمت في بقائها في الذاكرة البشريَّة.
في الطبعة الثانية التي ظهرت عام 1989 أضاف دوكينز فصلين أخرين على كتابه تعمَّق فيهما في وصف هذا المفهوم بالتحديد.

### الأفكار الرئيسية

#### الجينات الأنانية
يقول دوكينز عن وصفه للجينات بأنَّه أنانيَّة بأنَّ ذلك لايعني بحالٍ من الأحوال أنَّ هذه الجينات مُسيَّرة من خلال قوى أو إرادة معيَّنة، ولكنَّ هذا المصطلح مجازي وتعليمي لا أكثر، والذي يحدث فعليَّاً أنَّ الجينات التي يتمُّ تمريرها إلى الأجيال التالية هي تلك التي تخدم عواقبُها التطوريَّة مصالحها الضمنيَّة الخاصَّة في أن تتكرَّر، ولاحقاً يستخدم دوكينز الأنانيَّة التطوريَّة لاستنتاج طريقة خلق النمط الظاهري المنتشر على نطاق واسع.
وافق البعض على الاستخدام المجازي لمصطلح الأنانيَّة، في حين رآى آخرون أنَّ عزو الصفات العقليَّة إلى أشياء ليست بذات معنى هو أمرٌ مُربكٌ ومُضلِّل وسخيف حتى، على سبيل المثال يقول أندرو براون:
| الجين الأناني | لاتعني الأنانيَّة عند تطبيقها على الجينات نفس مفهوم الأنانيَّة الدارج، بل تعني إحدى نسخ الدارونيَّة عن عملية الانتقاء، قد لا تكون كلمة أنانيَّة جيدةً كفاية للاستخدام في هذا السياق ولكن لا توجد في الإنكليزيَّة كلمة أخرى أفضل وأقصر لتعبِّر عن المعنى المُراد. | الجين الأناني |

#### النسخ المتطابقة
يقترح دوكينز في كتابه أيضاً مفهوماً جديداً هو النسخ المتطابقة Replicators، ويقول في الصفحة 253 من كتابه:
| الجين الأناني | لقد حان الوقت أخيراً للعودة إلى القضية التي بدأناها، إلى التنافس بين الكائن الحي والجين كمرشحين رئيسييَّن للدور المركزي في حدوث الاصطفاء الطبيعي، إنَّ الوحدات الأساسيَّة في الاصطفاء الطبيعي وهي الوحدات التي تنجح أو تفشل في البقاء والاستمرار في الحياة وتشكِّل السلالات هي نسخ متطابقة مع بعض الطفرات العشوائيَّة قليلة الحدوث، إنَّ جزيئات الحمض النووي هي هذه النسخ المتطابقة | الجين الأناني |

ويفترض دوكينز أنَّ أصل هذه النسخ المتطابقة هو جزيء أولي نجح في إعادة نسخ نفسه من بين كل الجزيئات الأخرى التي كانت موجودة على الأرض  ، وبذلك اكتسب ميِّزة البقاء من بينها، لاحقاً عندما أصبح نسخ الجزيئات أكثر تعقيداً أصبحت هذه النسخ المتطابقة هي الجينات الموجودة داخل الكائنات الحيَّة وهكذا فجسم كلِّ كائنٍ حي يخدم غرض البقاء لجيناته... أو لتلك النسخ المتطابقة الأوليَّة.

#### الجينات مقابل الكائنات
في بعض الأحيان قد نصادف حالات التعارض بين النسخ المتطابقة والنسخ الكاملة أي بين الجينات والكائن الحي ككل، كما في المثال التالي: سلوك التزاوج الغريزي لدى ذكور العناكب والذي يسمح لها بالتكاثر وحفظ النوع ولكنَّه من جهة أخرى يعرِّضها للقتل على يد الإناث بعد التزاوج  ، وهكذا يُفسِّر دوكينز بقاء الحمض النووي غير المرغوب فيه بأنَّه لا يخضع للاختيار والإرادة وإنَّما يعبِّر عن تنوعات الحمض النووي الذي ينتقل من الآباء للأبناء رغم أنَّها لا تقدِّم أي فائدة للبقاء على قيد الحياة.
الأمثلة السابقة قد توحي بصراعٍ للسيطرة بين الجينات وبين نواتجها «الكائن»، قد يبدو أنَّه لا مجال للمنافسة وأنَّ الجينات ستربح دون قتال، ومع ذلك يعتقد البعض أنَّه إذا أصبح الكائن الحي ذكيَّاً بما يكفي لفهم احتياجاته الخاصة على نحو يختلف عن احتياجات جيناته فقد يصبح التنافس ممكناً وحقيقيَّاً، مثالٌ واضحٌ على ذلك هو استخدام وسائل منع الحمل عند الإنسان لمنع الحمل وبالتالي منع تكرار جيناته، ولكنَّ هذا الإجراء قد لا يسبِّبُ تعارضاً حقيقيَّاً مع المصلحة الأنانيَّة للجين بتكرار ذاته، لأنَّ الشخص الذي يستخدم وسائل منع الحمل قد تُعزِّز فرص بقاء الجينات بطريقةٍ أخرى لأنَّها تؤدي للحدِّ من حجم الأسرة ليتناسب مع الموارد المتاحة وبالتالي تجنب الانقراض الذي يُسبِّبه النمو السكاني المتزايد.

#### الإيثار
يقول دوكينز إنَّ هدفه في كتاب الجين الأناني هو دراسة الأنانيَّة والإيثار من الناحية البيولوجيَّة، وههو يقوم بذلك من خلال دعمه لفكرة أنَّ الأنانيَّة الجينيَّة ستؤدي في النهاية لأنانيَّة سلوك الكائن الحي، ولكنَّ العديد من الحالات توضِّح أنَّ الجين قد يحقِّق هدفه الأناني في بعض الظروف الخاصة بمعزل عن المستوى الكلي للكائن الحي.
الإيثار الناتج عن الأنانيَّة الجينيَّة قد يدفع الكائن للعمل على نحوٍ غريب ضدَّ مصالحه الفرديَّة الخاصَّة من أجل منفعة الأقارب أو الجماعة، ويدعم دوكينز في الفصل العاشر أفكاره بأمثلة مستقاة من الطبيعة ليشرح كيف تحقِّق الجينات منفعة الأقارب والجماعة والتطوُّر المشترك لها.

## الاستقبال
تمتَّع كتاب الجين الأناني بشعبيَّةٍ كبيرة فور نشره وأحدث تحوَّلاً ثوريَّاً في علم الأحياء، بيعت منه ملايين النسخ وترجم إلى 25 لغة ولايزال حتى الآن ذائع الصيت في الأوساط العلميَّة  ، يعتقد البعض أنَّ كتاب الجين الأناني هو الذي أكمل ووسَّع نظريَّة التطور التي وضعها تشارلز داروين في كتابه أصل الأنواع قبل اكتشاف قوانين الوراثة الأساسيَّة.
بعض المنتقدين كعالم البيولوجيا السلوكيَّة آلان غرافين يعتقدون أنَّ دوكينز في كتابه الجين الأناني قد بالغ في تبسيط العلاقة بين الجين وبين الكائن الحي.
حظي كتاب الجين الأناني بمزيد من الشعبيَّة العالميَّة عندما تُرجم للغة اليابانيَّة عام 1980.
حتى أنَّ مصطلح الميم MEME وعلم الميمات أوعلم التطور الثقافي Memetics الذي استحدثه هذا الكتاب أصبح مفهوماً شعبياً وعلميَّاً رائجاً بعد انتشار الكتاب والإقبال الكبير عليه الذي حظي به على مستوى العالم. The information scientist Osamu Sakura has published a book in Japanese and several papers in English on the topic.

## النشر
نشر كتاب الجين الأناني لأول مرة من قبل جامعة أكسفورد عام 1976 وكان مؤلَّفاً من 11 فصل مع مقدمة الكاتب وتقديم من قبل روبرت تريفيرز [59]، في عام 1989 نشرت الطبعة الثانية للكاتب وأضيف له فصلان جديدان وهوامش عديدة للفصول السابقة تناقش بعض الأفكار والمعطيات الجديدة وأضاف دوكينز مقدمة ثانية وحذف تقديم تريفيرز، ومن الجدير بالذكر أنَّ الكتاب لا يحوي أي صور أو رسوم توضيحيَّة.
ترجم الكتاب لأكثر من 23 لغة بما فيها العربية والتايلندية والتركية.

### الذكرى الثلاثون
في عام 2006 نشرت الطبعة الثلاثون من كتاب الجين الأناني ، أعادت هذه الطبعة نشر تقديم تريفيرز مع مقدمة جديدة لدوكينز ومقتطفات من مراجعات بعض العلماء، مع كُتيِّب تكريمي مُرفق بعنوان: ريتشارد دوكينز كيف غيَّر عالِم طريقة تفكيرنا Richard Dawkins: How a Scientist Changed the Way We Think.
في آذار 2006 أُقيمت احتفاليَّة خاصَّة في كلية لندن للاقتصاد تكريماً للكتاب بعنوان: «الجين الأناني ثلاثون عاماً»، وفي آذار 2011 نشرت شركة Audible الكتاب بشكل إصدار صوتي بصوت كلٍّ من ريتشارد دوكينز ولالا وورد.

### طبعات الكتاب
- الطبعة الأولى 1976 وأعيدت طباعتها 1978
- الطبعة الثانية 1989
- الطبعة الثالثة 2006 في الذكرى السنوية الثلاثين للكتاب
- الإصدار الصوتي للكتاب 2011
- الطبعة الرابعة 2016 في الذكرى السنوية الأربعين للكتاب
- الطبعة الرابعة الموسَّعة 2016

## الجوائز
في نيسان 2016 حصل كتاب الجين الأناني على الترتيب العاشر في قائمة صحيفة الغارديان البريطانيَّة لأفضل 100 كتاب غير قصصي والتي أعدَّها روبرت ماكروم.
وفي حزيران 2017 حصل على المركز الأول كأكثر كتاب علمي تأثيراً على مرِّ العصور في استطلاع الرأي الذي قامت به الجمعية الملكيَّة متقدماً على كلٍّ من: أصل الأنواع لتشارلز داروين والمبادئ الرياضية لإسحاق نيوتن.

## روابط خارجية
- الجين الأناني على موقع الموسوعة البريطانية (الإنجليزية)